# モレノ・マンニーニ
モレノ・マンニーニ（Moreno Mannini, 1962年8月15日 - ）は、イタリア・イーモラ出身の元サッカー選手。イタリア代表として1990年から1993年にかけて招集され、ワールドカップ予選3試合を含む10試合でプレーした。現役時代のポジションは右サイドバック。

## 経歴
UCサンプドリアには1984年から1999年まで在籍、377試合に出場した。1989-90年度にはUEFAカップウィナーズカップの優勝、1990-91年度にはチーム初のリーグ優勝に貢献、翌1991-92年度シーズンのチャンピオンズカップでは決勝に進出、0-1でFCバルセロナに惜敗し準優勝。
サンプ退団後は1シーズン、イングランドのノッティンガム・フォレストFCでプレーした。

## タイトル
サンプドリア
- セリエA：1990-91
- コッパ・イタリア : 1984-85, 1987-88, 1988-89, 1993-94
- UEFAカップウィナーズカップ : 1989-90
- スーペルコッパ・イタリアーナ : 1991